# Millepertuis élégant
Hypericum pulchrum
Espèce
Classification APG III (2009)
Le Millepertuis élégant ou Millepertuis joli (Hypericum pulchrum L.) est une espèce de plantes à fleurs de la famille des Clusiacées selon la classification classique (ou des Hypéricacées selon la classification phylogénétique).

## Description
C'est une plante herbacée vivace dont la taille varie de 20 à 60 cm. Elle se distingue des autres millepertuis notamment par la couleur rougeâtre des boutons floraux.
Elle préfère les sols acides.

### Caractéristiques
Organes reproducteurs
- Couleur dominante des fleurs : jaune
- Période de floraison : juillet-septembre
- Inflorescence : cyme bipare
- Sexualité : hermaphrodite
- Ordre de maturation : homogame
- Pollinisation : entomogame, autogame

Graine
- Fruit : capsule
- Dissémination : anémochore

Habitat et répartition
- Habitat type : ourlets externes acidophiles médioeuropéens, atlantiques, planitiaires-collinéens
- Aire de répartition : atlantique(eury)

Données d'après : Julve, Ph., 1998 ff. - Baseflor. Index botanique, écologique et chorologique de la flore de France. Version : 23 avril 2004.

## Statut de protection
En Suisse, la plante figure sur la liste rouge des plantes.